# Nouvelle Chanson
Nouvelle Chanson ist ein Musikgenre oder Stilbegriff für das Comeback des französischen Chansons vor und nach der Jahrtausendwende. Das Wort „nouvelle“ („neu“) weist einerseits auf die Tradition hin, in der die meisten Künstler der Nouvelle Chanson stehen. Andererseits betont es die Tatsache, dass sich seit den 1990er Jahren eine neue, auch musikalisch eigenständige Generation liedorientierter französischsprachiger Künstler etabliert hat.

## Begriffsbestimmung

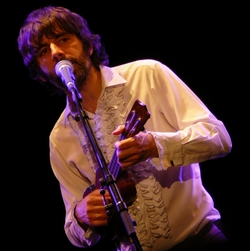
Thomas Fersen bei einem Konzert (2008)

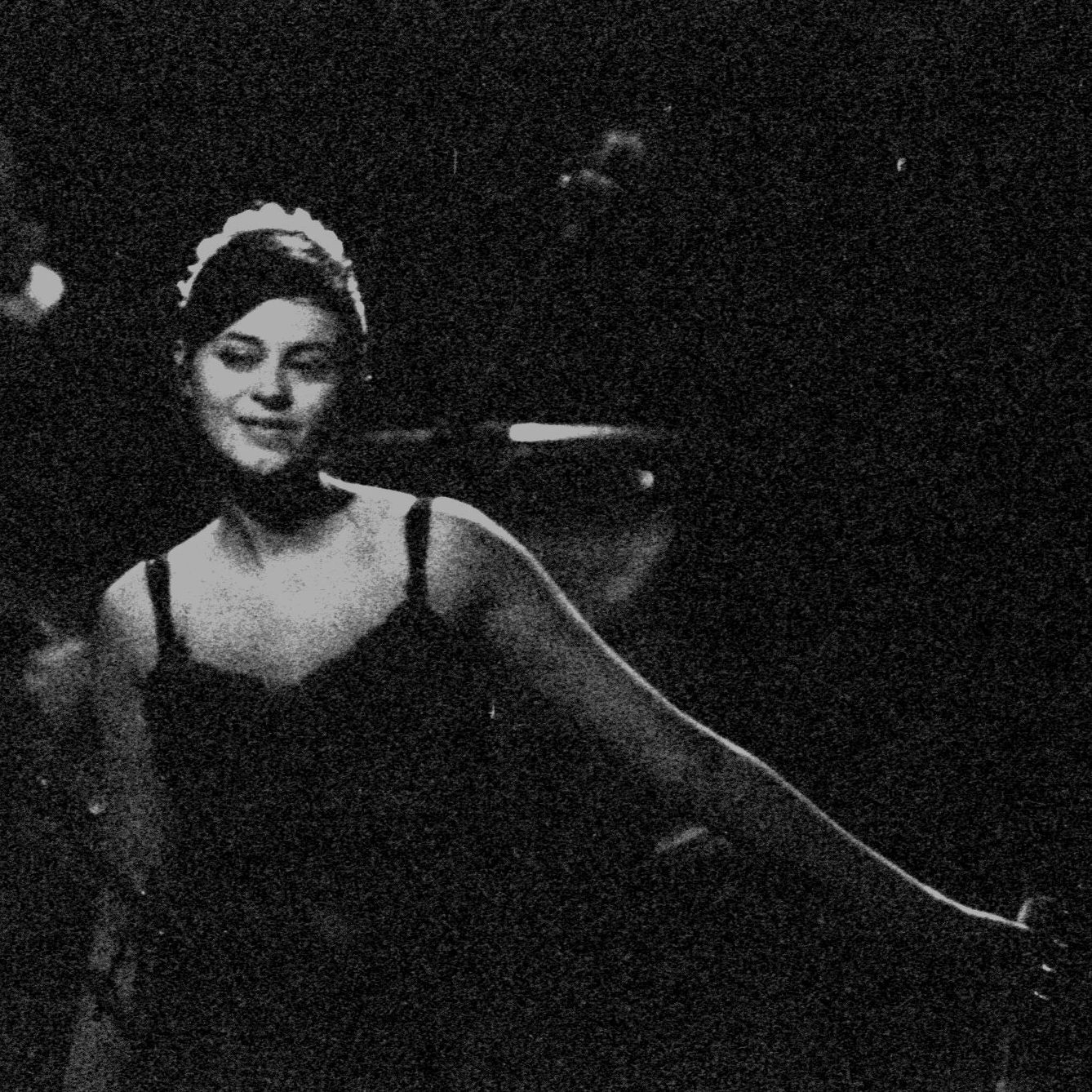
Émilie Simon am 6. Mai 2006 im Octogone in Pully, Schweiz

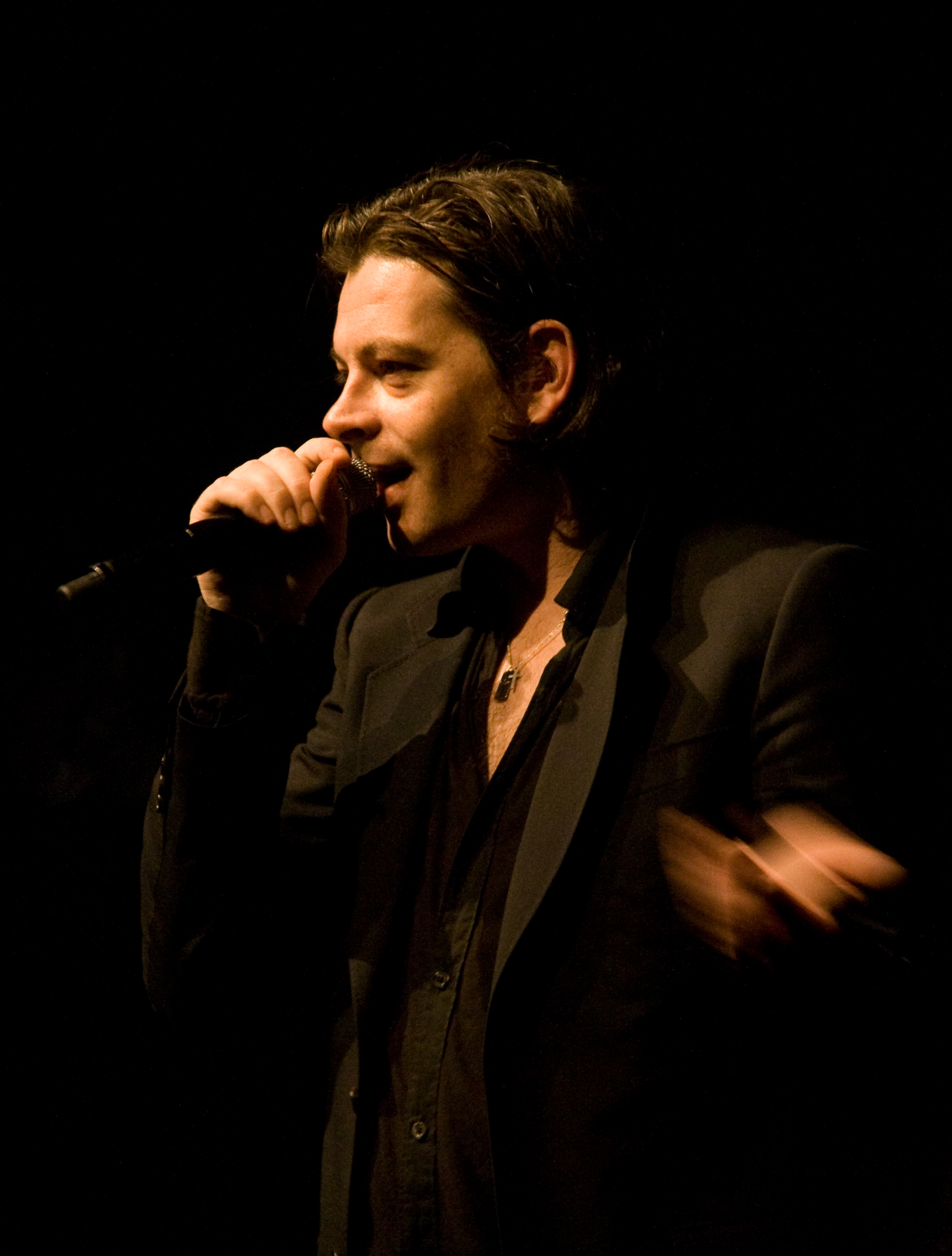
Benjamin Biolay, Konzert im Casino de Paris, Frankreich, 31. Mai 2011

Über die Frage, inwieweit sich die „Nouvelle Chanson“ (das „neue Chanson“) von Formen des traditionellen Chansons unterscheidet und zu welchem Zeitpunkt dieses Revival des französischen Chansons genau einsetzte, gibt es unterschiedliche Ansichten. Insbesondere werden die Stilbegriffe inner- und außerhalb Frankreichs voneinander abweichend verwendet. Während einige Musikjournalisten den Beginn der Nouvelle Chanson am Erfolg der Musikszene von Nantes Anfang der 1990er Jahre festmachen, nehmen andere den Erfolg neuer französischsprachiger Künstler im neuen Jahrtausend als Orientierungspunkt und veranschlagen den Beginn ungefähr auf die Jahre 2002/2003.
In Frankreich ist der Begriff „Nouvelle Chanson“ nicht bekannt, stattdessen spricht man von der „Nouvelle scène française“, der neuen französischen Musikszene. Bezeichnet wird damit ein Teil des französischen Chansons seit Anfang der 1990er Jahre; der Begriff selbst kam erst Anfang der 2000er Jahre auf. Musikalisch wird der Begriff in Deutschland etwas weiter gefasst als in Frankreich. So werden teilweise Interpreten aus Bereichen der Popmusik dazugezählt, die vom klassischen textbetonten Chanson weiter entfernt sind – etwa Dance und Hip-Hop.
Weitere außerhalb des französischen Sprachraums gebräuchliche Bezeichnungen desselben Phänomens sind: Neues Chanson, Neo-Chanson und New Chanson. Diese beziehen sich jedoch mitunter nicht nur auf französische Musik. Außerdem besteht eine Überschneidung mit dem sogenannten „French Pop“, einem Sammelbegriff für Popmusik, die aus Frankreich kommt. Dieser Begriff ist älter und in musikalischer Hinsicht allgemeiner. Seit den 2000er Jahren wird er in Deutschland manchmal als Synonym von „Nouvelle Chanson“ verwendet, in Frankreich ist er unbekannt.

## Geschichte

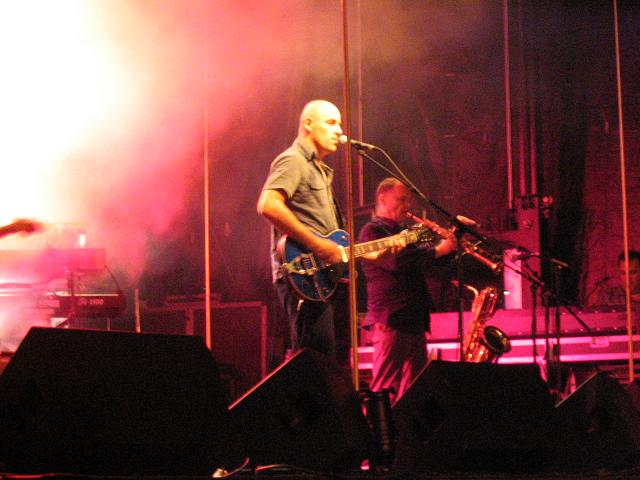
Dominique A bei einem Konzert in Rouen im Juli 2006

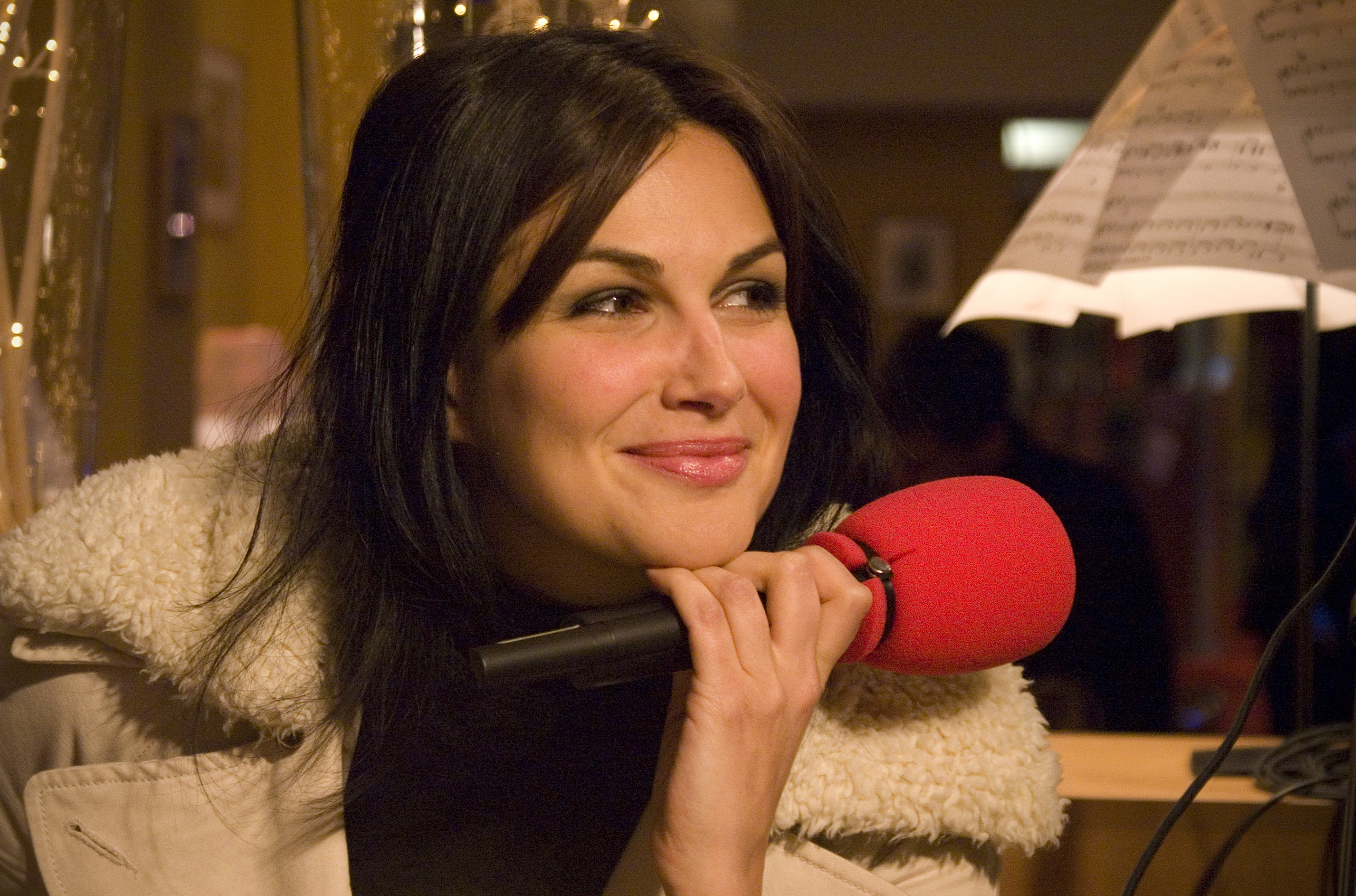
Helena Noguerra 2007 im Studio von Radio France Bleu Auxerre

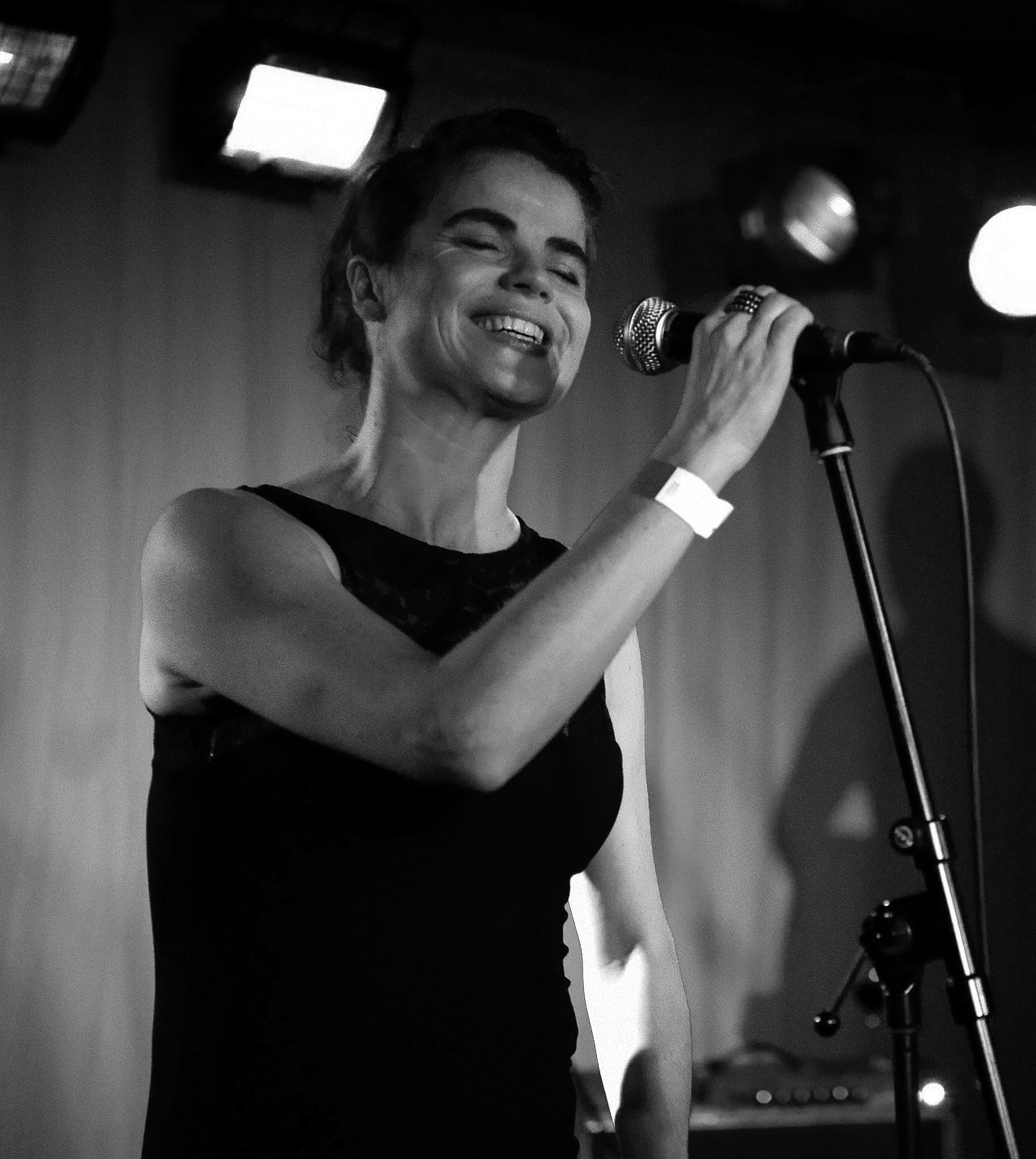
Françoiz Breut bei einem Konzert in Saarbrücken (2009)

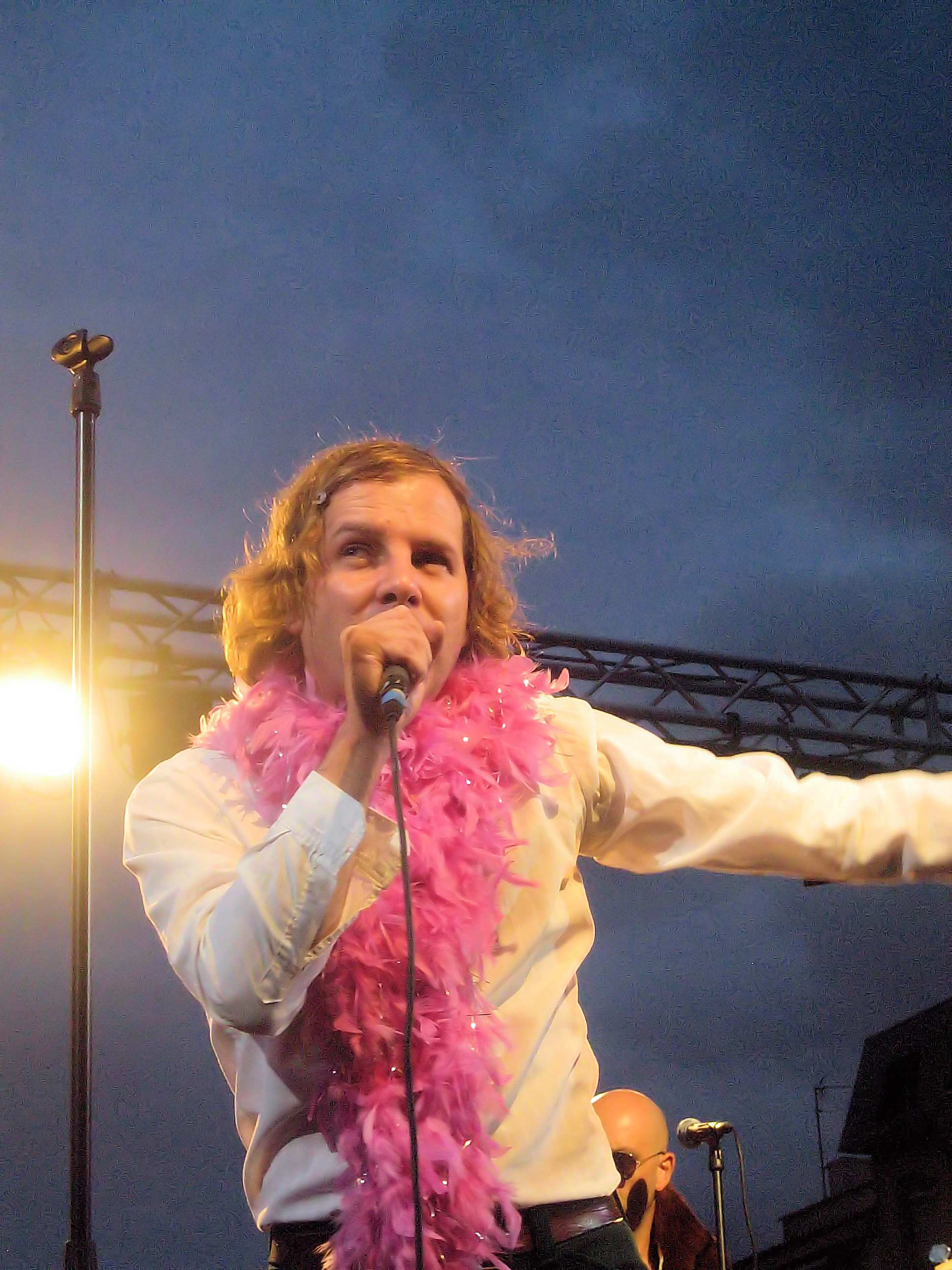
Philippe Katerine bei der Fête de la Musique in Les Sables d’Olonne

Die neue französische Chansonkunst hat sich dezentral und zunächst abseits der üblichen Zentren entwickelt. Eine wichtige Rolle spielte das Label Lithium in der westfranzösischen Stadt Nantes. Als Meilensteine für die Herausbildung einer neuen eigenständigen Chansonszene gelten die 1992 erschienenen Alben von Dominique A und Philippe Katerine (dessen Ehepartnerin Helena Noguerra ebenfalls eine musikalische Karriere einschlug). Dominique As Stück Le Courage des oiseaux, eine Mischung aus Electropop und traditionellem Chanson, wurde wegweisend für die Szene. Gemeinsames Merkmal vieler Lithium-Produktionen war eine Mischung aus abgespeckt unperfekter Produktion und dem dezidierten Singer-Songwriter-Auftreten der Interpreten. Hinzu kam die Hinwendung zu einer versierten Club-Szene mit Auftritten vor diesem Publikum.
Radioprogramme, darunter die Sendung C’est Lenoir von Bernard Lenoir auf France Inter, und Fachzeitschriften wie Les Inrockuptibles berichteten über die neue Stilrichtung, ohne zunächst den später geprägten Begriff „Nouvelle scène française“ zu verwenden. Weitere Pioniere aus dieser Zeit waren Christophe Miossec (sein Album Boire aus dem Jahr 1995), Arthur H (Bachibouzouk, 1992) und Thomas Fersen (Les Ronds de carotte, 1995). Als Referenz galten diesen Künstlern häufig Alain Bashung (mit dem zweiten Teil seiner Karriere) und Gruppen wie Kat Onoma.
Die deutsche Tageszeitung taz hob in einem Beitrag von 2002 das Zusammenwirken unterschiedlicher Protagonisten hervor: „Die enge Zusammenarbeit der Musiker untereinander ist eines der Kennzeichen der ‚Nouvelle Scène Française‘. Kaum eine Produktion kommt in Frankreich auf den Markt, ohne dass Dominique A, Tiersen, Burgalat und Katerine dabei ihre Finger im Spiel hätten. Bestes Beispiel für diesen Synergieeffekt ist die Solokarriere von Monsieur Anés Exfreundin Françoiz Breut, deren bittersüße Chansons fast ausschließlich von den vier Männern im Hintergrund komponiert wurden.“
Anfang der 2000er Jahre machte sich eine Vielzahl von neuen französischsprachigen Interpreten einen Namen, insbesondere Bénabar, Cali, Benjamin Biolay, Vincent Delerm und Keren Ann. Jetzt berichteten auch die populäreren Medien öfter über diese Bewegung und unterschieden sie von der „variété classique“ als „Nouvelle scène française“. Die jungen Interpreten dieser Phase wurden manchmal auch bereits als „zweite Generation“ der Nouvelle Scène beschrieben.
Auch international fand die neue französische Szene zu Anfang des neuen Jahrtausends Beachtung. In Deutschland sorgte unter anderem der international erfolgreiche französische Kinofilm Die fabelhafte Welt der Amélie von 2001 für wachsendes Interesse an aktueller Musik aus Frankreich. Yann Tiersen, der auch die Musik für den deutschen Film Good Bye, Lenin! komponierte, arbeitete musikalisch mit vielen Nouvelle-Chanson-Interpreten zusammen. Zum steigenden Interesse an zeitgenössischer Popmusik aus Frankreich trugen auch der internationale Erfolg der New-Wave-Coverband Nouvelle Vague sowie die Soloaktivitäten ihrer Mitglieder bei. Erst zu dieser Zeit kam der Stilbegriff „Nouvelle Chanson“ in Mode.
In Deutschland breiter wahrgenommen wurde die Vielfalt aktueller französischer Popmusik auch durch das Engagement des Kölner Labels Le Pop. Oliver Fröschke und Rolf Witteler, die Gründer des Labels, veröffentlichten bis 2010 nicht nur insgesamt sechs Kompilationen, sondern organisierten unter dem Label „Le Pop“ auch einige Tourneen mit Stars und Newcomern der Szene – 2009 mit Françoiz Breut und Marianne Dissard. Für zusätzliche Wahrnehmung sorgte die Berichterstattung in den Feuilletons etablierter Medien. Hinzu kam eine Vielzahl von Kulturveranstaltungen, auf denen französische Neochanson-Interpreten ihre Musik vor einem Live-Publikum spielten, etwa die Fête de la Musique, die nicht nur in Frankreich, Belgien und der Schweiz, sondern auch in mehreren deutschen Städten veranstaltet wird.
Ein der Nouvelle Chanson verwandtes Phänomen ist die Internationalisierung im Bereich des Singer-Songwriting. 2006 erschien eine Tribute-Of-Kompilation zu Ehren des verstorbenen französischen Komponisten und Sängers Serge Gainsbourg – mit Interpretationen seiner Lieder von Franz Ferdinand, Portishead, Marc Almond, Cat Power, Carla Bruni und Marianne Faithfull. Einige Nouvelle-Chanson-Künstler operieren zwei- oder mehrsprachig, wie etwa die Sängerinnen Keren Ann, Émilie Simon und Constance Amiot. Bei der Berliner Band Stereo Total ist der Sprach- und Musik-Crossover mit französischen, deutschen und englischen Texten Teil des Bandkonzepts. Zunehmend sind Anleihen beim französischen Chanson auch bei einigen internationalen Interpreten feststellbar – beispielsweise bei Ana Silvera aus Großbritannien, den nordeuropäischen Musikerinnen Ane Brun, Anna Ternheim und Emilíana Torrini sowie dem kanadischen Duo CocoRosie. 

## Stilmerkmale
Gemeinsames Merkmal der Künstler, die unter dem Etikett „Nouvelle Chanson“ zusammengefasst werden, ist, dass sie sich mehr oder weniger deutlich von etablierten Chanson-Stars und französischen Popmusikern der 1950er bis 1970er Jahre abheben. Dennoch greifen Vertreter der Nouvelle Chanson immer wieder auf ältere Traditionen zurück – etwa auf den Sixties-Pop-Appeal von Françoise Hardy und Jane Birkin oder den künstlerischen Existenzialismus von Serge Gainsbourg, auf die textorientierte Liedtradition von Georges Brassens und Jacques Brel. Auch Reminiszenzen an der „variété classique“ zugeordnete Altstars wie Charles Trenet und Charles Aznavour sind durchaus gängig.
Ebenso ambivalent ist die Abgrenzung von zeitgenössischen Trends der französischen Popmusik – etwa dem Bereich Dance & Disco-Pop (Alizée, In-Grid), Alternative Rock (Noir Désir), Polit- und Folkpunk (Manu Chao), Hip-Hop (MC Solaar) und Reggae. Zwischen Abgrenzung und kreativem Crossover bewegt sich schließlich auch das Verhältnis zur angloamerikanischen Popmusik: Einerseits reaktivieren Sänger der Nouvelle Chanson spezifisch französische Traditionen. Andererseits verfolgen einige von ihnen eine zweisprachige Karriere, indem sie sowohl französische als auch englische Titel aufnehmen.
Ein weiteres gemeinsames Merkmal der Künstler ist die wichtige Rolle von traditioneller Liedform und Text, analog zum anspruchsvollen klassischen Chanson und zum angelsächsischen Singer-Songwritertum.
Insgesamt ist die Szene von musikalischer Vielfalt bestimmt. Man kann versuchen, die Künstler in verschiedene Richtungen einzuordnen, obgleich viele einen eigenen Stilmix pflegen:
Modernisiertes Chanson
Ein Teil der Interpreten greift mehr oder weniger deutlich die klassische Chanson-Tradition auf. Ein oft wiederkehrendes Merkmal hier ist die klassisch-reduzierte Instrumentierung, bei der oft Solo-Gitarre und/oder Klavier im Vordergrund stehen. In diese Kategorie fallen Bénabar, Thomas Fersen, Vincent Delerm, Agnès Bihl, Bastien Lallemant, Bertrand Burgalat, Julie B. Bonnie u. a.
Folk, Singer-Songwriter und Alternative
Zu dieser Richtung zählen beispielsweise Keren Ann, Pauline Croze, Françoiz Breut, Philippe Katerine, Constance Amiot die in den USA lebende Sängerin Marianne Dissard, sowie die Gruppen Mickey 3D und Louise Attaque.
Bossa Nova, Easy Listening, Pop und Elektronische Musik
Diese Gruppe bilden Olivia Ruiz, Coralie Clément, Benjamin Biolay, Emily Loizeau und Émilie Simon. Auch die New-Wave-Coverband Nouvelle Vague sowie einige ihrer Mitglieder (Camille, Mélanie Pain, Barbara Carlotti) stehen dieser Richtung recht nahe.

## Resonanz in den Medien
Von Anfang an positiv begleitet hat die neue Chansonwelle das 1986 gegründete Musikmagazin Les Inrockuptibles. Auch in der internationalen und deutschsprachigen Fachpresse wurde das Schaffen der Neochanson-Musiker mit Neugier verfolgt. Markante Anlässe, über die neue französische Musikszene zu berichten, waren in Deutschland unter anderem der Erfolg des Kinofilms Die fabelhafte Welt der Amélie (2001), der anhaltende Erfolg der New-Wave-Coverband Nouvelle Vague, mehrere CD-Zusammenstellungen mit alten und neuen Chansons sowie die stetig zunehmende Anzahl von Live-Acts, die in Clubs, auf Festivals und Veranstaltungen zu sehen waren. Über Musikmagazine hinaus fand die Nouvelle Chanson im Feuilleton der etablierten Printmedien breiten Widerhall. So lobte die Frankfurter Allgemeine Zeitung 2002 die eigenständige, unverkrampfte Haltung der französischen Künstler gegenüber dem American Way of Life in Kultur und Politik: „Frankreich ist nicht nur politisch, sondern auch ästhetisch auf dem Weg, wieder ein Gegenentwurf zur angeblichen Allgegenwart der amerikanisch geprägten Popkultur zu werden – wobei dieser Gegenentwurf mehr ist als eine wüste Attacke auf den amerikanischen Neoliberalismus. Eines von Breuts besten Liedern heißt ‚Portsmouth‘, eines von Biolay ‚Los Angeles‘. Und gerade dort, wo der amerikanische Traum seinen Resonanzkörper in der französischen Sprache findet, auseinanderfällt und neu amalgamiert wird, merkt man, wie die Gegenwart im besten Fall klingen kann.“
Neben Eleganz und Leichtigkeit konstatierte 2003 das Handelsblatt eine gewisse Glätte im neuen Chanson: „[Es] ist vielseitig, bietet für jeden etwas, ohne die politische Schwere der Vergangenheit. Benjamin Biolay, Carla Bruni oder die aus Belgien stammende Karin Clercq entsprechen mit ihren Liedern gekonnt melancholischen Tendenzen einer gehobenen jungen Mittelschicht.“ Ein in der Summe recht traditionelles Frauenbild in der Nouvelle Chanson konstatierte die Autorin und Musikerin Birgit Louise Michlmayer, die ein durchwachsenes Bild der Szene zeichnet: „Während also teilweise eine Rückbesinnung auf die Lieder der 1950er und 1960er Jahre stattfindet, lässt sich die junge Chanson-Szene auch von der englischsprachigen Singer-Songwriter-Tradition beeinflussen. Die ProtagonistInnen werden meist von kleineren unabhängigen Labels herausgebracht. Viele haben (Geisteswissenschaften) studiert. Kritische oder wenigstens provokante Texte (à la Gainsbourg) sind im nouvelle chanson dennoch vollkommen out. Mit wenigen Ausnahmen: Mickey 3D etwa, oder Agnès Bihl, welche wegen ihrer (feministisch) engagierten und ironisch-frechen Texte mit Rio Reiser und dem Franzosen Renaud verglichen wird.“
Von mehrsprachigen Repertoires Berliner Kleinkunst-, Theater- und Clubkünstler berichtete 2004 die Online-Ausgabe der Tageszeitung Die Welt. Ihr Autor, Guido Schirmeier, schrieb: „Doch auch im Berliner Chanson-Milieu hat sich einiges getan, seitdem das französische Militär aus dem Tegeler Quartier Napoléon abgerückt ist. Dominique Horwitz begeistert mit seinen Brel-Interpretationen und lauter Chansonetten, Enkelinnen der Piaf erobern die Kleinkunstbühnen. Corinne Duarre hat ihr feines Debüt ‚Virages‘ mit Elektronik herausgebracht, Anouk Plany interpretiert unermüdlich Serge Gainsbourg. Die Südfranzösin Bérangère Palix singt nicht nur Aznavour. Und Nadia Zetzer vom Verein zur Förderung des französischen Chansons in Deutschland interpretiert Barbara. Der Akkordeonist Jean Pacalet begleitet Barbara Thalheim. Elke Brauweiler, Sängerin von Paula, sucht eine Plattenfirma für ihre französischen Klassiker, während Monsieur le DJ Olaf Hund um die Häuser rockt.“

## Labels
- Lithium (Nantes): gilt in der Szene gemeinhin als das Pionierlabel. Das Label veröffentlichte unter anderem Alben von Dominique A, Françoiz Breut und Jérôme Minière.
- Tôt Ou Tard (Paris): Ursprünglich ein Ableger von Warner, fungiert Tôt Ou Tard seit 2002 als Independent-Label. Unter Vertrag sind unter anderem: Françoiz Breut, Mathieu Boogaerts, Constance Amiot und Thomas Fersen.
- B, pourquoi B? (Lille): Kleines Label, das vorwiegend Künstler aus Nordfrankreich produziert.
- Le Pop (Köln): Das Kölner Label unterstützte die neue französische Popmusik mit unterschiedlichen Musikkompilationen und organisierte Tourneen französischer Nouvelle-Chanson-Acts in Deutschland.

## Diskografie
- Various: Le Pop 1 bis 10 (Le Pop / Groove Attack, 2002 bis 2022)
- Various: Le Pop – Les Filles (Le Pop / Groove Attack, 2008)
- Various: Rendez-vous en France (Mineral Records, 2009)
- Various: Monsieur Gainsbourg revisited (Verve, 2006). Tribute-of-Album mit großteils angelsächsischen Künstlern